# Rod Evans
Rod Evans, nascido Roderick Evans (Eton, 19 de janeiro de 1947), é um ex-cantor e um dos integrantes da formação original do grupo Deep Purple.

## Início de carreira
Antes de se juntar ao Deep Purple, Evans tocou com Ian Paice na banda The Maze, que antes se chamava MI5. Em meados dos anos 1960, ele também teve uma banda chamada The Horizons.
Ele foi membro fundador do Deep Purple quando da sua primeira formação, em 1968 no condado inglês de Hertfordshire. A música mais conhecida do Deep Purple com Evans nos vocais é Hush(Um cover de Joe South,cantor e compositor americano).
Depois de gravar três álbuns com a banda, ele foi demitido, juntamente com o baixista Nick Simper e substituído por Ian Gillan. Com esta nova formação, o Deep Purple mudou radicalmente seu som, ficando mais pesado ao invés de flertar com o pop e o rock progressivo.

## Captain Beyond
Depois deixar o Deep Purple, Evans formou o Captain Beyond, juntamente com ex-baterista do Johnny Winter Bobby Caldwell, o ex-baixista do Iron Butterfly Lee Dorman e o guitarrista Rhino (Larry Reinhardt), que também fez parte da última formação do Iron Butterfly. A banda, apesar de competente e ter gravado um excelente disco de estréia, nunca foi um sucesso comercial. Depois de três álbuns, a banda se desfez.
Evans deixou o Captain Beyond (e o show-business) após o segundo álbum. Foi quando ele se tornou diretor da unidade de fisioterapia respiratória no hospital West American até 1980.

## "New Deep Purple"
Veja 

## Reclusão
Depois do processo envolvendo o uso indevido da marca "Deep Purple", Rod Evans jamais apareceu em público novamente. Seu paradeiro é desconhecido e é alvo de curiosidade de numerosos fãs da primeira fase do Deep Purple. Existem vários, porém não confirmados, boatos de que ele exerce a profissão de médico na cidade de San Francisco, desde 1980 até os dias atuais.
Em 2015, Ian Paice disse: "Se alguém sabe onde Rod está ou se ele ainda se encontra no planeta, seria uma boa notícia. Nós não tivemos contato com ele desde o final dos anos 1970. Ninguém parece saber onde diabos ele está, ou se ele está mesmo vivo. Nem uma pista".
Numa entrevista em 2015, o baterista do Captain Beyond contou que mantinha contato com Evans e que ele estava "indo bem" e que trabalhou como médico por um longo tempo.
Em 8 de Abril de 2016, Evans entrou para o Rock and Roll Hall of Fame como ex-membro do Deep Purple. Ele não compareceu à cerimônia.